# The Conrad Boys
The Conrad Boys is een Amerikaanse film uit 2006, geregisseerd door Justin Lo, die tevens de film heeft geschreven en een van de hoofdrollen speelt.

## Verhaal
Suzie is een gescheiden Amerikaanse vrouw. Haar voormalige man is verslaafd aan alcohol. Zij heeft twee kinderen: de negentienjarige Charlie en de veertienjarige Benjamin. Charlie gaat weldra studeren aan de Columbia-universiteit en is alles aan het voorbereiden om te verhuizen naar New York. Daar komt verandering in wanneer Suzie onverwacht sterft. Charlie annuleert zijn inschrijving om op zijn jongere broer te letten.
Op een dag ontmoet Charlie een zekere Jordan. Charlie is geïnteresseerd in Jordan omdat deze laatste al veel heeft gereisd. Dat is niet het enige: Charlie voelt zich seksueel ook aangetrokken tot Jordan, wat later wederzijds blijkt te zijn. Charlie moet dan een beslissing nemen: ofwel blijft hij bij zijn jongere broer, ofwel maakt hij zijn dromen waar en vertrekt hij met Jordan op reis. Daarbij komt dat de vader van Charlie en Ben plots terug is en een eigen visie heeft over de toekomst van zijn zonen.

## Rolbezetting
| Acteur             | Personage       |
| ------------------ | --------------- |
| Justin Lo          | Charlie Conrad  |
| Boo Boo Stewart    | Benjamin Conrad |
| Nick Bartzen       | Jordan Rivers   |
| Barry Shay         | Doug Conrad     |
| Nancy Hancock      | Tori Marshall   |
| Kathleen Ann Clark | Louise Denver   |
| Dorian Frankel     | Evelyn Bridge   |
| Lauren Xerxes      | Suzie Conrad    |